# Luciano Vandelli
Luciano Vandelli (Bologna, 3 luglio 1946 – Bologna, 22 luglio 2019) è stato un giurista italiano.

## Biografia
Nacque a Bologna da una nota famiglia della città. Dopo una rapida formazione universitaria, iniziò la sua carriera accademica, divenendo professore ordinario dell'Università di Bologna, quale docente di diritto amministrativo e diritto degli enti locali nella facoltà di giurisprudenza e nella Scuola di specializzazione in studi sulla amministrazione pubblica. Direttore didattico di master e corsi di perfezionamento ed alta formazione. Conosciuto anche all'estero collaborò con diversi governi nazionali in Italia, Francia e Spagna.

È stato componente di diversi organismi, nazionali e internazionali.
 
È deceduto a Bologna il 22 luglio 2019.

## Riconoscimenti
Il 13 maggio 2019 ricevette il Nettuno d'oro dal Comune di Bologna.
Il 29 luglio 2020, quale saggista ed autore di molte opere, nonché artefice della Scuola di Bologna, nota anche all'estero, gli è stata intitolata, postuma, la Sala Giunta della Città metropolitana di Bologna.

## Opere
- Poteri locali. Le origini nella Francia rivoluzionaria. Le prospettive nell'Europa delle regioni, Il Mulino, 1990
- Le forme associative tra enti territoriali, Giuffrè Editore, 1992
- Le autonomie territoriali. Vol. 2: I comuni e le province, Luciano Vandelli, Franco Mastragostino, Il Mulino, 1996
- Sindaci e miti. Sisifo, Tantalo e Damocle nell'amministrazione locale, Il Mulino, 1997
- L'ordinamento delle autonomie locali. 1990-2000: dieci anni di riforma, Maggioli Editore, 2000
- Controlli. Commenti al T.U. sull'ordinamento delle autonomie locali, Luciano Vandelli, Edoardo Barusso, Apogeo Education, 2001
- La funzione di comunicazione nelle pubbliche amministrazioni, Maggioli Editore, 2001
- Organizzazione e personale, Luciano Vandelli, Edoardo Barusso, Apogeo Education, 2001
- Devolution e altre storie. Paradossi, ambiguità e rischi di un progetto politico', Il Mulino, 2002
- Organi e sistema elettorale, Luciano Vandelli, Tiziano Tessaro, Salvatore Vassallo, Apogeo Education, 2002
- Il diritto amministrativo nella giurisprudenza, Luciano Vandelli & Gianluca Gardini, Maggioli Editore, 2003
- Dottor Jekyll e mister Holmes, Dalai Editore, 2004
- Psicopatologia delle riforme quotidiane. Le turbe delle istituzioni: sintomi, diagnosi e terapie, Il Mulino, 2006
- Codice essenziale per l'ente locale, Apogeo Education, 2011
- Il governo delle Regioni: sistemi politici, amministrazioni, autonomie speciali, Il Mulino, 2013
- Tra carte e scartoffie: apologia letteraria del pubblico impiegato, Il Mulino, 2013
- Welfare e servizio sanitario. Quali strategie per superare la crisi, Carlo Bottari, Fosco Foglietta, Luciano Vandelli,  Maggioli Editore, 2013
- Il governo locale. Il luogo più vicino dove far sentire la nostra voce, Il Mulino, 2014
- Oscillazioni, Pendragon, 2015
- Il sistema delle autonomie locali, Il Mulino, 2018
- La democrazia del sorteggio, Giulio Einaudi Editore, 2020; (Pubblicazione postuma di Nadia Urbinati & Luciano Vandelli)